# Élections européennes de 1979 en Italie
Les élections européennes de 1979 en Italie (en italien : Elezioni europee del 1979 in Italia) se tiennent le 10 juin 1979, afin d'élire les 81 députés européens italiens de la 1re législature du Parlement européen.
Organisé une semaine après les élections générales anticipées, le scrutin confirme la domination de la Démocratie chrétienne (DC) sur la scène politique italienne puisqu'elle capte plus d'un tiers des voix. Le Parti communiste italien (PCI) est ainsi devancé de sept points. Tous pays confondus, la DC remporte le plus grand nombre de voix. Du fait du vote obligatoire, le taux de participation dépasse les 85 %, soit 23 points de plus que la moyenne européenne.
Trois Italiens postulent sans succès au poste de président du Parlement européen, dont Giorgio Amendola qui devient président du groupe communiste et apparentés.

## Contexte
L'Italie est membre fondateur de la Communauté européenne du charbon et de l'acier (CECA) en 1951, de la Communauté économique européenne (CEE) et de la Communauté européenne de l'énergie atomique (Euratom) en 1957. Le démocrate-chrétien Alcide De Gasperi et le communiste Altiero Spinelli sont considérés comme faisant partie des « pères de l'Europe ».
Au sein de la Commission Jenkins, formée en 1977, le démocrate-chrétien Lorenzo Natali est vice-président, commissaire à l'Environnement et à l'Élargissement, tandis que le socialiste Antonio Giolitti est commissaire à la Politique régionale.
Lors des élections générales anticipées des 3 et 4 juin 1979, la Démocratie chrétienne (DC) — au pouvoir depuis 1948 — se maintient comme la première force politique italienne avec de 38 % des voix dans chaque chambre du Parlement. Principal parti d'opposition, le Parti communiste italien (PCI) subit pour sa part un échec : il recule de quatre points à la Chambre des députés et deux points au Sénat de la République.
La troisième place du jeu politique revient une nouvelle fois au Parti socialiste italien (PSI), qui échoue à franchir le seuil des 10 % à la Chambre mais gagne un total de huit parlementaires, lui permettant de compter à nouveau plus de 90 élus sur les 945 du Parlement. Il devance ainsi nettement le Mouvement social italien – Droite nationale (MSI-DN), qui obtient plus de 5 % des suffrages exprimés.
Avec 3,8 % à la chambre basse et 4,2 % à la chambre haute, le Parti social-démocrate italien (PSDI) est accroché par le Parti radical (PR). Le mouvement anticlérical et libertaire de Marco Pannella réunit 3,5 % à la Chambre des députés — où il quadruple sa représentation — et 1,3 % au Sénat de la République, où il fait son entrée. Il devance ainsi le Parti républicain italien (PRI), qui totalise 3 % des voix à la Chambre et 3,4 % au Sénat.

## Mode de scrutin
Les députés européens sont élus au scrutin proportionnel plurinominal pour un mandat de cinq ans.
Le territoire italien est divisé en cinq circonscriptions, correspondant aux groupes de régions de l'ISTAT. Il n'y a pas de seuil électoral.
Le jour du vote, chaque électeur choisit dans sa circonscription une liste de candidats, et peut émettre jusqu'à trois votes de préférence. À l'issue du scrutin, les sièges sont répartis au niveau national à la proportionnelle de Hare. Les sièges attribués à chaque parti sont ensuite distribués dans les circonscriptions et accordés en priorité aux candidats ayant reçu le plus grand nombre de voix préférentielles.
Les candidatures représentant des minorités linguistiques (présentes en Val d'Aoste, Trentin-Haut-Adige et Frioul-Vénétie Julienne) ont la possibilité de se rattacher à une liste nationale. Dans ce cas, les votes obtenus par les minorités s'ajoutent à ceux de la liste de rattachement, et un siège est attribué à tout candidat linguistique dont la candidature rassemble au moins 50 000 suffrages.

## Campagne

### Principales forces politiques
| Parti | Parti                                                                                     | Groupe | Groupe | Idéologie                                                       | Secrétaire         |
| ----- | ----------------------------------------------------------------------------------------- | ------ | ------ | --------------------------------------------------------------- | ------------------ |
|       | Démocratie chrétienne Democrazia Cristiana                                                |        | PPE    | Centre Démocratie chrétienne, antifascisme, anticommunisme      | Benigno Zaccagnini |
|       | Parti communiste italien Partito Comunista Italiano                                       |        | COM    | Gauche Communisme, eurocommunisme, marxisme-léninisme           | Enrico Berlinguer  |
|       | Parti socialiste italien Partito Socialista Italiano                                      |        | SOC    | Centre gauche Socialisme, social-démocratie, social-libéralisme | Bettino Craxi      |
|       | Mouvement social italien – Droite nationale Movimento Sociale Italiano - Destra Nazionale |        | NI     | Extrême droite Néofascisme, nationalisme, anticommunisme        | Giorgio Almirante  |
|       | Parti social-démocrate italien Partito Socialista Democratico Italiano                    |        | SOC    | Centre gauche Social-démocratie, socialisme                     | Pietro Longo       |
|       | Parti radical Partito Radicale                                                            |        | CDI    | Centre gauche Radicalisme, libertarisme, anticléricalisme       | Giuseppe Rippa     |
|       | Parti républicain italien Partito Republicano Italiano                                    |        | LD     | Centre Républicanisme, mazzinisme                               | Oddo Biasini       |

## Résultats

### Voix et sièges
| Parti                    | Parti                                                 | Suffrages  | Suffrages | Sièges |  |
| Parti                    | Parti                                                 | Voix       | %         | Sièges |  |
| ------------------------ | ----------------------------------------------------- | ---------- | --------- | ------ |  |
|                          | Démocratie chrétienne (DC)                            | 12 774 320 | 36,45     | 29     |  |
|                          | Parti communiste italien (PCI)                        | 10 361 344 | 29,57     | 24     |  |
|                          | Parti socialiste italien (PSI)                        | 3 866 946  | 11,03     | 9      |  |
|                          | Mouvement social italien – Droite nationale (MSI-DN)  | 1 909 055  | 5,45      | 4      |  |
|                          | Parti social-démocrate italien (PSDI)                 | 1 514 272  | 4,32      | 4      |  |
|                          | Parti radical (PR)                                    | 1 285 065  | 3,67      | 3      |  |
|                          | Parti libéral italien (PLI)                           | 1 271 159  | 3,63      | 3      |  |
|                          | Parti républicain italien (PRI)                       | 896 139    | 2,56      | 2      |  |
|                          | Parti d'unité prolétarienne pour le communisme (PdUP) | 406 656    | 1,16      | 1      |  |
|                          | Démocratie prolétarienne (DP)                         | 252 342    | 0,72      | 1      |  |
|                          | Parti populaire sud-tyrolien (SVP)                    | 196 393    | 0,56      | 1      |  |
|                          | Autres                                                | 308 930    | 0,88      | 0      |  |
|                          |                                                       |            |           |        |  |
| Votes valides            | Votes valides                                         | 35 042 601 | 96,94     |        |  |
| Votes blancs et nuls     | Votes blancs et nuls                                  | 1 105 579  | 3,06      |        |  |
| Total                    | Total                                                 | 36 148 180 | 100,00    | 81     |  |
| Abstention               | Abstention                                            | 6 055 225  | 14,35     |        |  |
| Inscrits / participation | Inscrits / participation                              | 42 203 405 | 85,65     |        |  |

### Analyse
Avec le plus faible taux de participation de l'histoire républicaine, mais qui dépasse de plus de 23 points la moyenne européenne, ce scrutin confirme la composition de la scène politique italienne. Avec 12,8 millions de voix, la DC reste la première force politique italienne, totalisant même le plus grand nombre de suffrages pour un parti dans les neuf États de la Communauté économique européenne. Elle domine quatre des cinq circonscriptions électorales. Seule lui échappe l'Italie centrale, où s'impose le PCI grâce à ses bastions d'Ombrie et Toscane. L'écart qui sépare les deux principaux partis du pays s'élève à 2 413 000 voix, soit 258 200 bulletins de plus qu'une semaine auparavant.
Avec plus de 11 % des voix, le PSI repasse pour la première fois depuis 1963 au-dessus des 10 % dans une élection concernant l'ensemble des électeurs italiens. Il fait ainsi plus que doubler le résultat remporté par le MSI-DN, qui se révèle très fort dans le Mezzogiorno où il dépasse parfois les 10 %.
Quatre formations se tiennent ensuite dans un écart inférieur à un million de voix. Avec 4,3 %, le PSDI conserve son rang de cinquième parti d'Italie et accroît de 50 % son avance sur le PR, qui confirme sa performance des élections générales en restant nettement au-dessus des 3 %. Le PLI réalise pour sa part une poussée sensible en totalisant 558 500 voix nouvelles en à peine une semaine. En conséquence, il surpasse le PRI, qui échoue de son côté à convaincre plus d'un million d'électeurs. Une contreperformance semblable à celle du PdUP, qui perd 20 % de son électorat des élections générales.

Carte de résultats des élections de 1979.
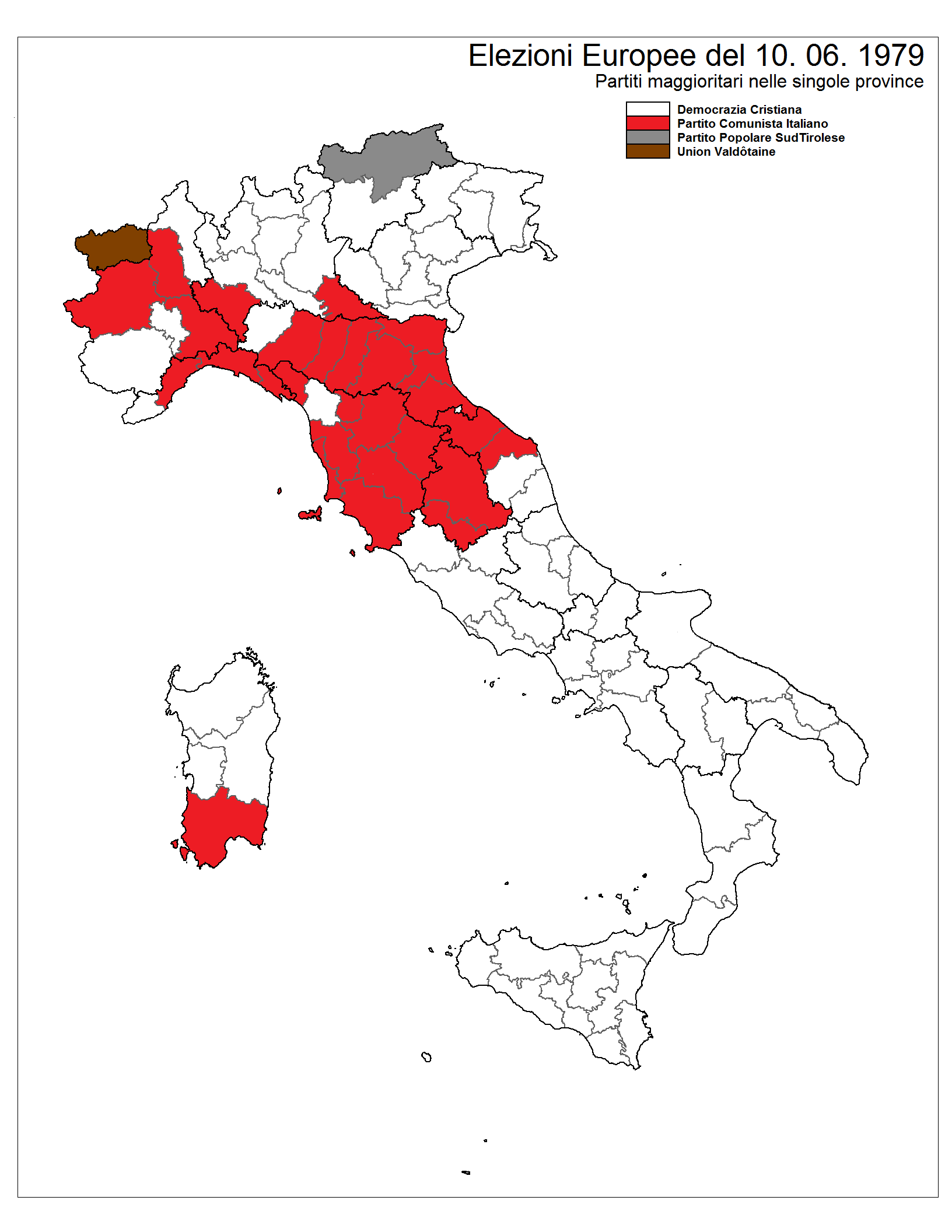
Parti en tête par province.
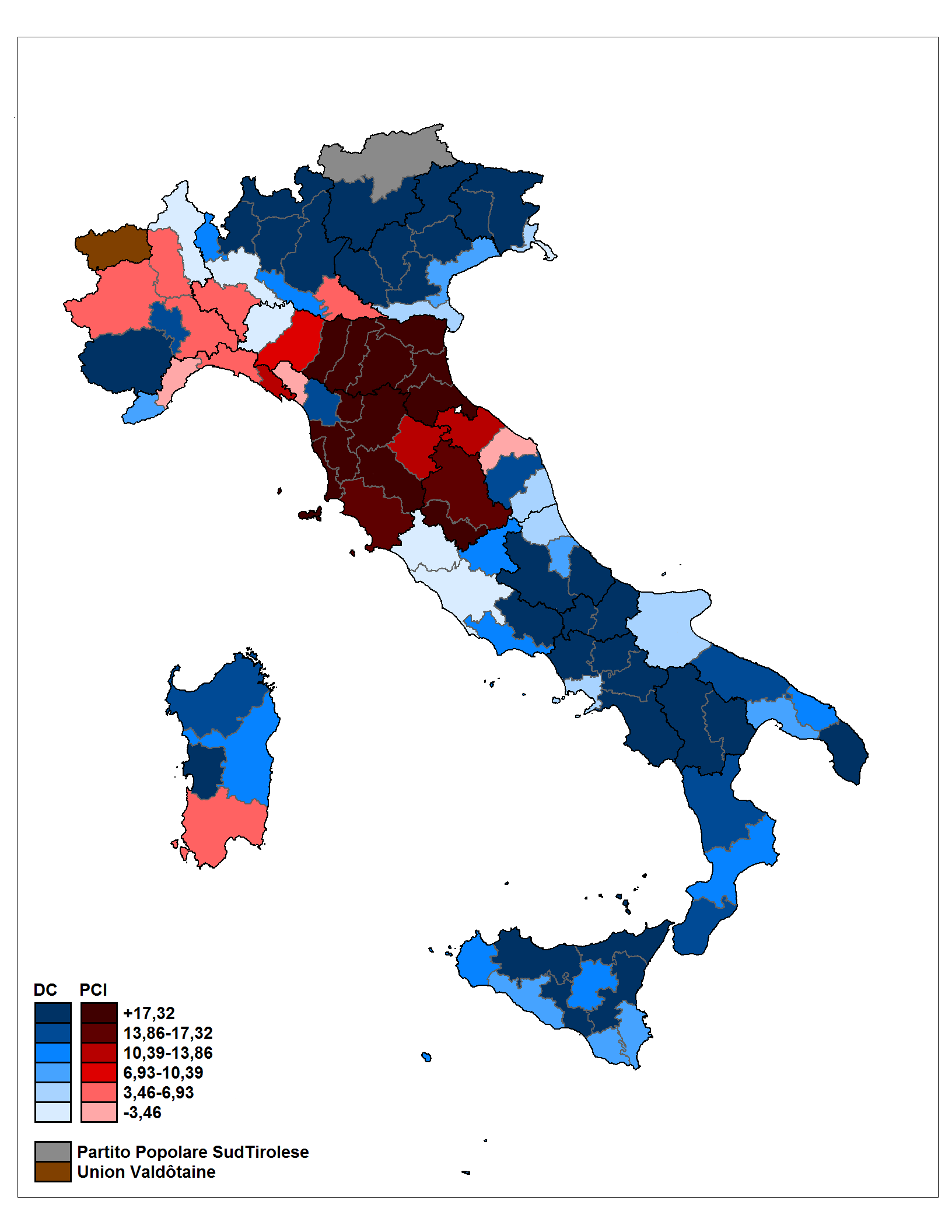
Écart entre la DC et le PCI.

### Conséquences
Lors de la séance inaugurale de la 1re législature du Parlement européen le 12 juillet, Giorgio Amendola (PCI-COM), Mario Zagari (PSI-SOC) et Emma Bonino (PR-CDI) se présentent à la présidence. Zagari remporte 118 votes, Amendola 44 et Bonino 9, contre 183 à Simone Veil (UDF-LD). Les deux premiers confirment leur candidature pour le second tour, obtenant respectivement 138 et 47 voix tandis que la victoire revient à Veil avec 192 suffrages. Zargari et Guido Gonella sont ensuite élus vice-présidents du Parlement européen tandis qu'Amendola est désigné président du groupe communiste et apparentés.